# 파랑새 (1940년 영화)
파랑새(The Blue Bird)는 미국에서 제작된 월터 랭 감독의 1940년 영화이다. 셜리 템플 등이 주연으로 출연하였고 대릴 F. 자눅 등이 제작에 참여하였다.

## 출연

### 주연
- 셜리 템플
- 스프링 바잉톤

### 조연
- 나이젤 브루스
- 게일 손더그라드
- 시벌 제이슨
- 제시 랠프
- 로라 홉 크류즈
- 러셀 힉스
- 세실리아 로프터스
- 진 레이놀즈
- 스탠리 앤드류스
- 프랭크 도슨
- 스테링 할러웨이
- 터스톤 홀
- 에드윈 맥스웰
- 허버트 에반스
- 브랜든 허스트
- 키스 히치콕
- 도로시 조이스
- 빌리 쿡
- 주아니타 퀴글리
- 페인 B. 존슨
- 앤 E. 토드
- 스코티 베켓
- 제임스 블레인
- 알렉 크레이그
- 클레어 두 브레이
- 에드워드 얼
- 해롤드 굿윈
- 오토 호프만
- 폴 크루거
- 디키 무어
- 버스터 펠프스
- 딕 리치
- 레오나 로버츠
- 드웨이 로빈슨
- 에디 월러
- 에릭 윌턴

## 제작진
- 원작자: 모리스 매터링크
- 협력프로듀서: 진 마키
- 미술: 리처드 데이
- 미술: 위어드 이넨
- 세트: 토머스 리틀
- 의상: 그웬 웨이크링